# Język ajnuski
Język ajnuski (ajn. ainu itak), język ajnoski – język o nieustalonej przynależności językowej, którym posługują się Ajnowie zamieszkujący japońską wyspę Hokkaido. Wykazuje pewne podobieństwo do języka niwchijskiego. Z tego względu niekiedy włączany bywa do grupy paleoazjatyckiej, które to pojęcie jednakże nie jest używane w znaczeniu językoznawczym, a jedynie etnologicznym.
Do początku XX w. językiem ajnuskim posługiwali się także mieszkańcy Sachalinu oraz Wysp Kurylskich.
Język ten jest krytycznie zagrożony wymarciem wraz z postępującą asymilacją Ajnów. Według danych z 2007 w Japonii używa go 10 osób, głównie starszych.
Badaniem języka Ajnów zajmował się m.in. polski badacz Bronisław Piłsudski.
Znaczna część nazw miejscowych na Hokkaido i w regionie Kuryli to zjaponizowane nazwy ajnoskie, na przykład miasta Sapporo, Shibetsu, Rausu, Wakkanai i Nemuro, rzeki Shunbetsu i Tokotan, wyspy Kunashiri i Shikotan. Nazwy zakończone na -nai i -betsu to ajnoskie określenia rzeki: nai i pet.

## Fonetyka
Istnieje pięć samogłosek:
|             | przednie | centralne | tylne |
| ----------- | -------- | --------- | ----- |
| przymknięte | i        |           | u     |
| średnie     | e        |           | o     |
| otwarte     |          | a         |       |

Spółgłoski:
|                    | wargowe | przedniojęzykowe | podniebienne | tylnojęzykowe | krtaniowe |
| ------------------ | ------- | ---------------- | ------------ | ------------- | --------- |
| zwarte             | p       | t                |              | k             | ʔ         |
| zwarto-szczelinowe |         | ts               |              |               |           |
| nosowe             | m       | n                |              |               |           |
| szczelinowe        |         | s                |              |               | h         |
| półotwarte         | (w)     |                  | j            | w             |           |
| uderzeniowe        |         | ɾ                |              |               |           |

## Gramatyka
Język Ajnów jest aglutynacyjnym językiem typu SOV. Nie posiada rodzaju gramatycznego, a liczba mnoga rzeczowników oznaczana jest końcówką. W swej klasycznej odmianie (dialekt yukar) jest wysoko polisyntetyczny z inkorporacją rzeczowników i przysłówków, choć we współczesnej odmianie potocznej cecha ta znacząco zanikła. Kilka odrębnych rzeczowników tworzyć może rzeczownik złożony, którego część główna występuje na końcu. Przypadki gramatyczne wolno stojących rzeczowników wskazywane są typowo poprzez użycie odpowiedniej formy aplikatywnej czasownika (realizowanej poprzez użycie odpowiedniej jego końcówki), choć w przypadku rzeczowników inkorporowanych możliwe jest stosowanie odpowiednich morfemów wskazujących przypadek wprost przy takim rzeczowniku.